# Ribeirão Chiqueiro
Ribeirão Chiqueiro es una localidad caboverdiana del municipio de São Domingos.

## Geografía
La localidad está situada en la isla Santiago.

## Organización territorial
La localidad abarca los lugares y barrios de:
- Chã de Baixo
- Chã de Cachorro
- Curral Grande
- Monte Parada
- Ribeirão Chiqueiro
- Vazagua